# City Island (película)
City Island o en Español "Asuntos de familia" es una película estadounidense dirigida y escrita por Raymond De Felitta y protagonizada por Andy García, Julianna Margulies y Alan Arkin.  Su estreno fue enTribeca Film Festival en la ciudad de Nueva York el 26 de abril de 2009. El título hace referencia al barrio Bronx City Island,el mismo lugar donde fue grabada la película.

## Trama
La comedia se estableció en City Island, en los alrededores de El Bronx. La pregunta clave de la película es: ¿por qué es tan necesario ocultar la verdad, cuando lo que en verdad cuesta es ser un hombre veraz? Las intrigas de esta comedia en se basan a menudo en este tipo de cosas absurdas, durante la película uno puede dejar de sonreír ante la locura de la situación que pasa cada miembro de la familia Rizzo y el extraño y loco comportamiento de las personas para resolver sus problemas.
Vince Rizzo (Andy García) vive en City Island, en el Bronx. Es el guardia de una prisión, padre de una familia disfuncional cuyos miembros tienen sus secretos. Vince descubre que su hijo ilegítimo tiene 24 años y es ahora recluido en la misma prisión en la que él trabaja, su nombre es Tony Nardella (Steven Strait). Sin decirles la verdad a su familia, Vince saca a Tony de la prisión y lo lleva a su casa, con el fin de estar más cerca con su hijo sin que llegue a sospechar algo. Vince también tiene otro secreto, ha estado tomando clases de actuación, las cuales son dirigidas por Michael Malakov (Alan Arkin), y comienza a establecer una relación con Molly (Emily Mortimer), que al igual que él, es una aspirante a actriz.
Mientras tanto, la hija de 20 años de edad, Vince, Vivian (Dominik García - Lorido, hija de la vida real de Andy García, su padre en la película), no le ha dicho a su familia que ha sido suspendida de la universidad, y que ha perdido su beca. Para poder tratar de pagar la Universidad, se ha convertido en una bailarina de estriptis; su hijo adolescente, Vinnie (Ezra Miller), tiene un fetiche sexual secreto, y es la forma en la que se alimentan las mujeres que tienen sobrepeso, feederism, y fantasea con su vecina, la cual tiene sobrepeso y vive al lado de su casa; la esposa de Vince, Joyce (Julianna Margulies), pensando que ha perdido totalmente la intimidad con su esposo, decide perseguir sexualmente a Tony, sin darse cuenta de que él es su hijastro.
Vince audiciona con éxito para un papel en una película de Martin Scorsese, mientras que su esposa y Tony se besan en el carro, cuando van por cosas para la creación del baño que Vince quiere hacer en su patio. Vince, Jr. se hace amigo de su vecina con sobrepeso, que ayuda a acercarlo a una chica con sobrepeso con la cual se ha sentido atraído en su escuela.
Las tensiones aumentan a medida que muchos problemas de la familia salen a la luz. Tony decide a escapar de la locura de la familia por un momento, y le roba el coche a Joyce (esposa de Vince) lo que él no sabía era que al club de estriptis al que iba a ir se encontraba, Vivian ya que ella trabaja allí. Justo antes de que la familia está casi destrozada, en un estallido de manera violenta, Vince revela la verdad sobre todo, cuenta sobre Tony y la aventura que tuvo con su madre, pero no sólo él decide decir la verdad, Vivian termina diciendo sobre el problema que tuvo en la Universidad y lo que está haciendo para remediarlo. Vivian y los demás reconocen sus faltas y Vince reconoce los problemas por los que está pasando la familia y tiene el deseo de trabajar en ello. La familia finalmente perdona las faltas de todos y dan la bienvenida al abrumado Tony, como nuevo miembro a la extraña familia.

## Reparto

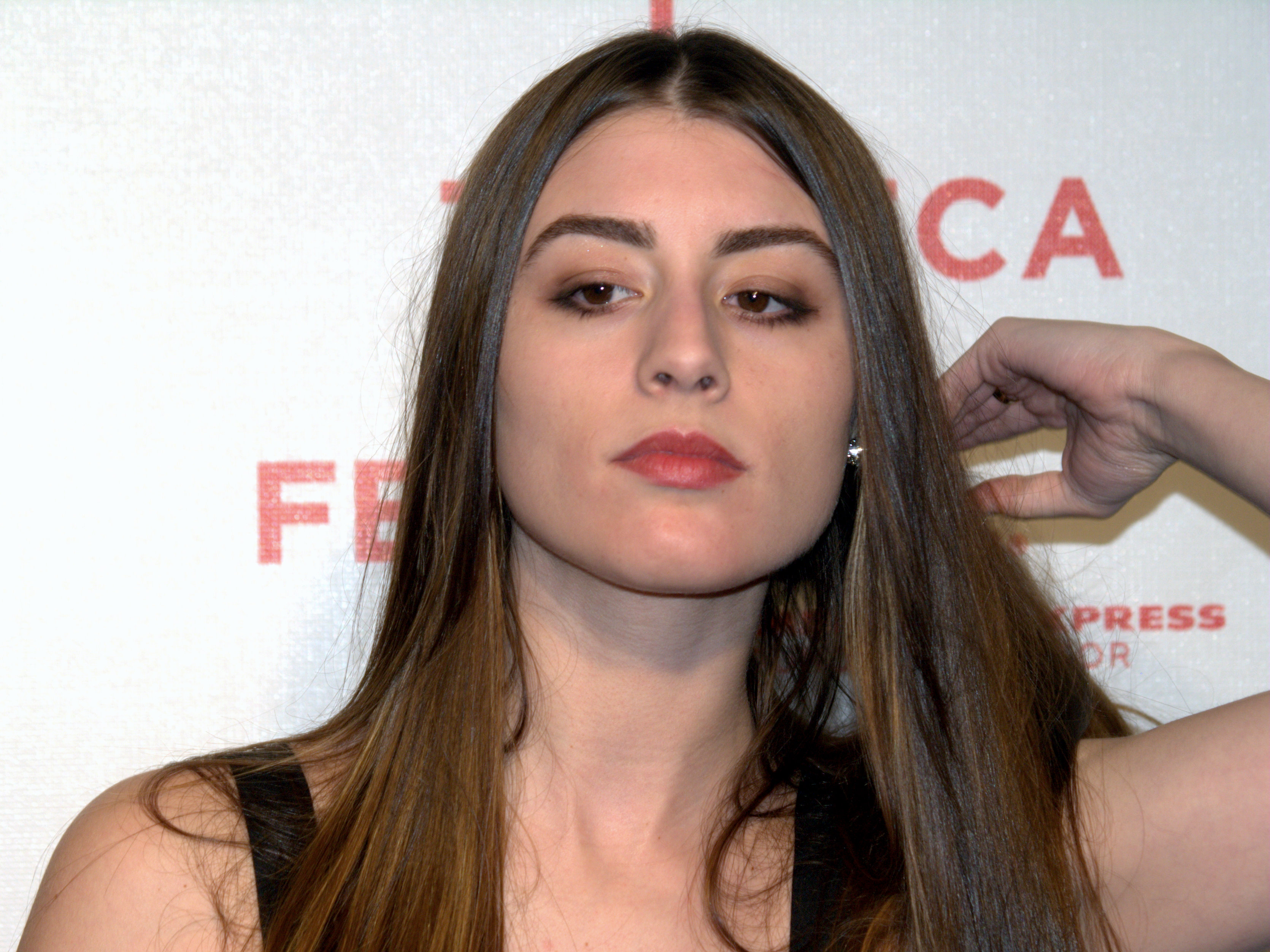
Dominic García-Lorido (Hija de Andy García) en el Festival de Cine de Tribeca.

Reparto en el Festival de Cine de Tribeca
- Andy García como Vince Rizzo[6]

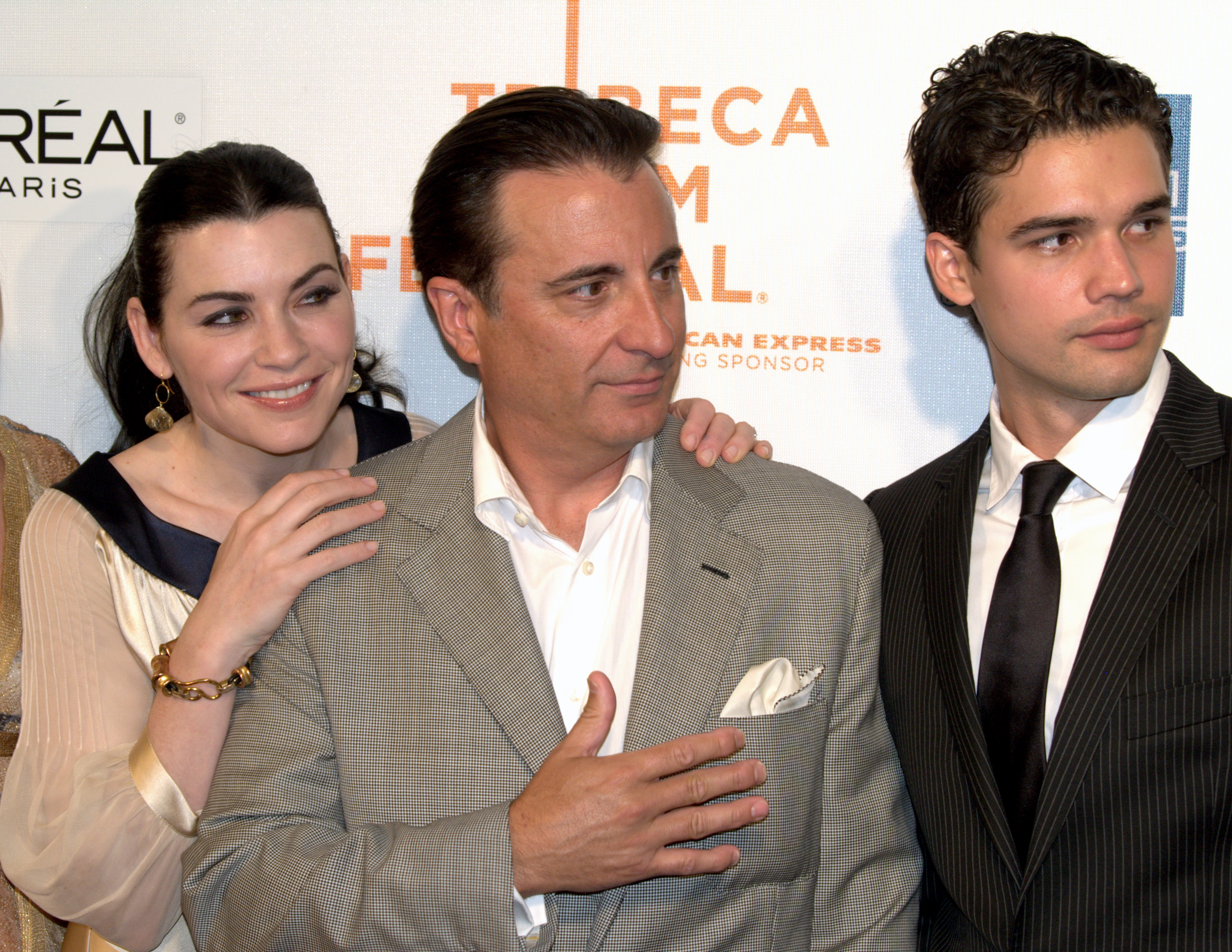
Reparto City Island - Julianna Margulies, Steven Strair y Andy Garciaen el Festival de Cine de Tribeca

- Julianna Margulies como Joyce Rizzo[7]
- Steven Strait como Tony Nardella Flickr.[8]

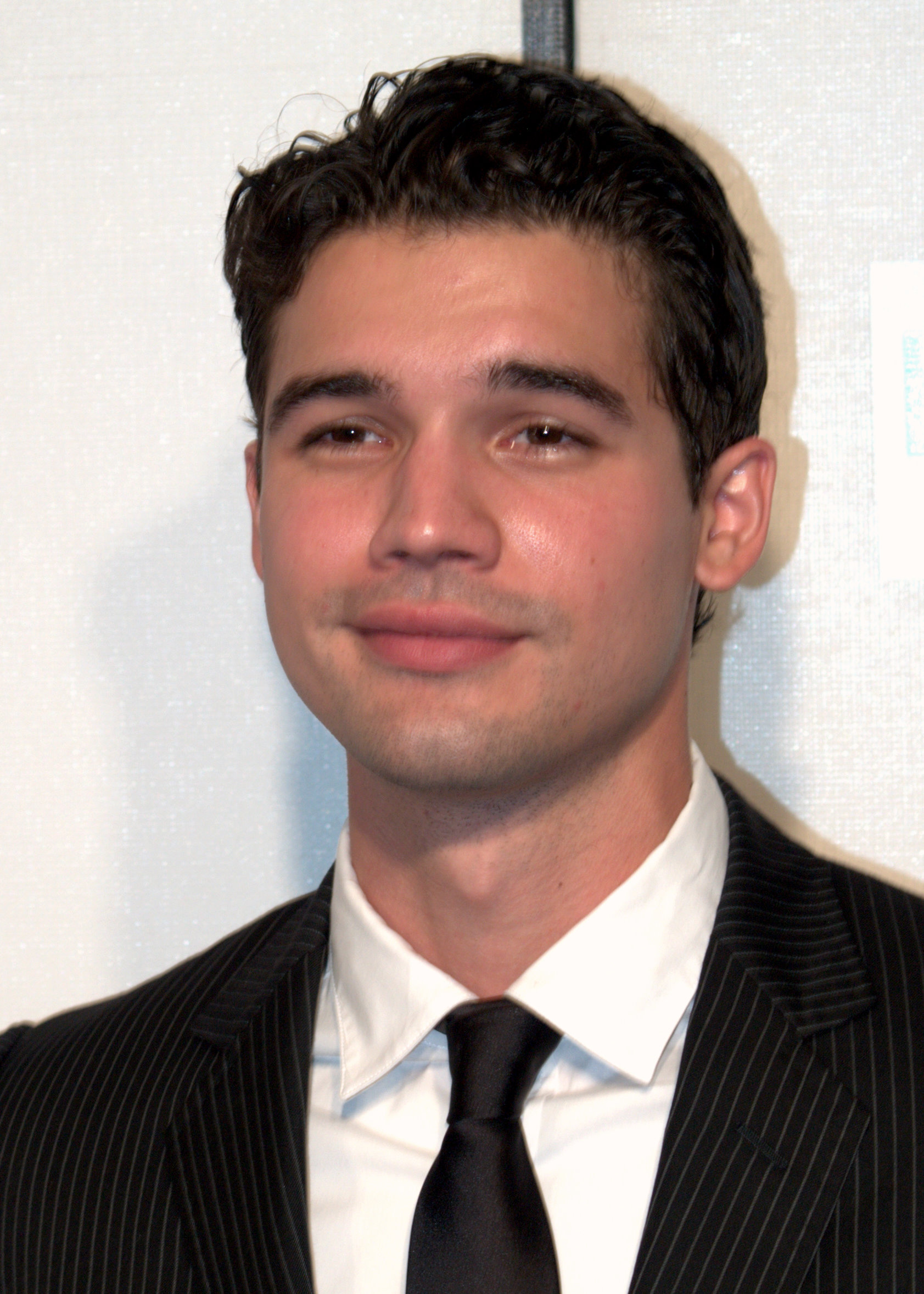
Flickr.

- Emily Mortimer como Molly CharlesworthFlickr.[9]

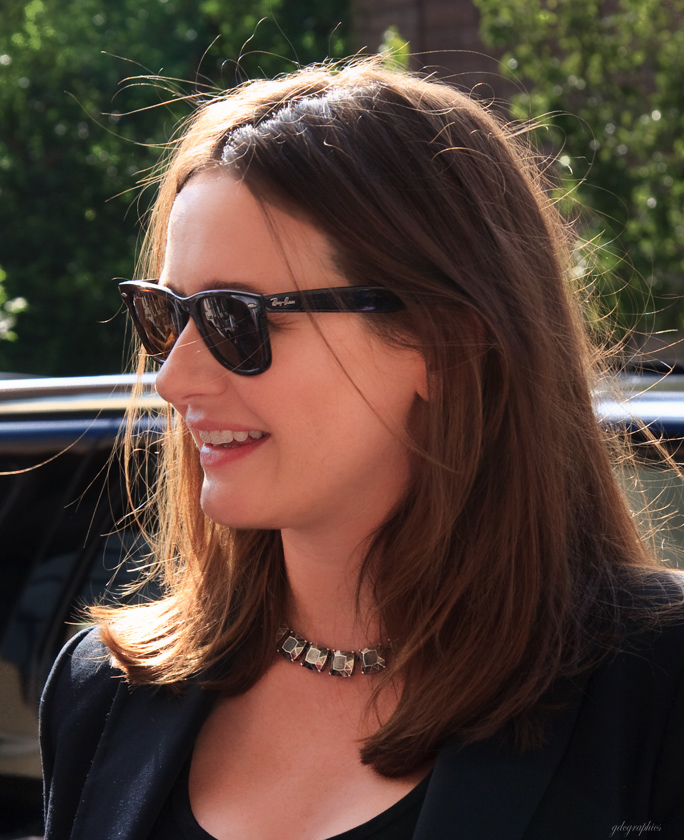
Flickr.

- Ezra Miller como Vincent "Vinnie" RizzoEzra Miller - Flickr - nick step (4)[10]

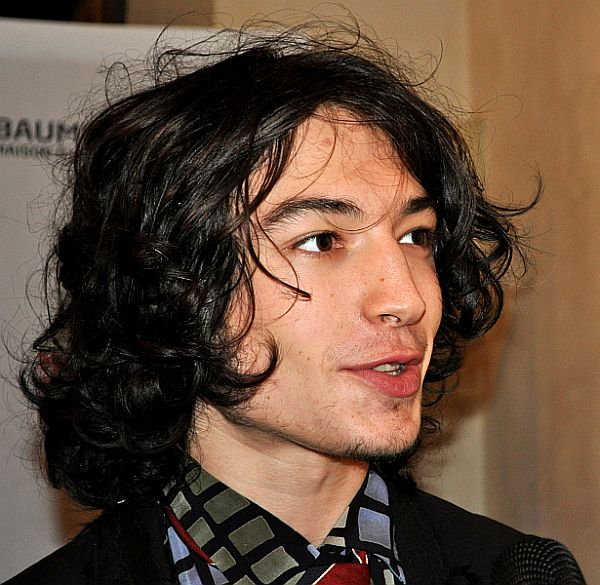
Ezra Miller - Flickr - nick step (4)

- Dominik García-Lorido como Vivian Rizzo Dominik García[11]

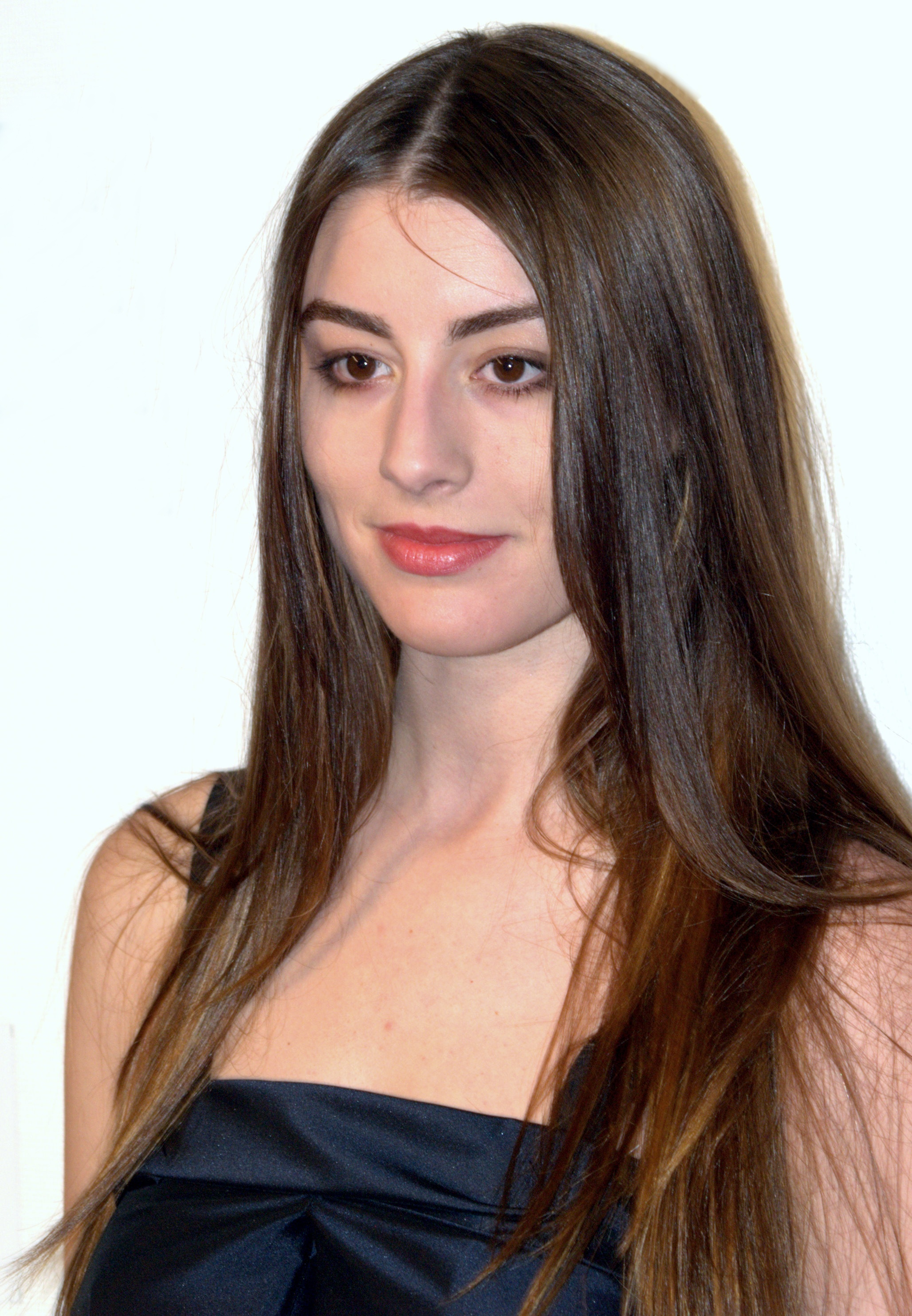
Dominik García

- Alan Arkin como Michael Malakov
- Carrie Baker Reynolds como Denise
- Hope Glendon-Ross como Cheryl

## Críticas
City Island recibió críticas generalmente positivas, manteniendo una calificación del 81% en Rotten Tomatoes, con el consenso "Raymond De Felitta combinando la calidez, la humanidad y el sentido natural del humor, lo cual fue fomentado por Andy García y el excelente elenco de la película. "[3] En Metacritic, utiliza un promedio de revisiones de los críticos, la película obtiene un 66/100, lo que indica" críticas generalmente favorables ".
En cuanto a la taquilla, la película fue un éxito menor, recaudando $ 6,671,036 a nivel nacional y 7875862 dólares en todo el mundo sobre la base de un presupuesto de $ 6 millones.

## Premios
Recibió el Premio del Público Primer Lugar en el Festival de Cine de Tribeca

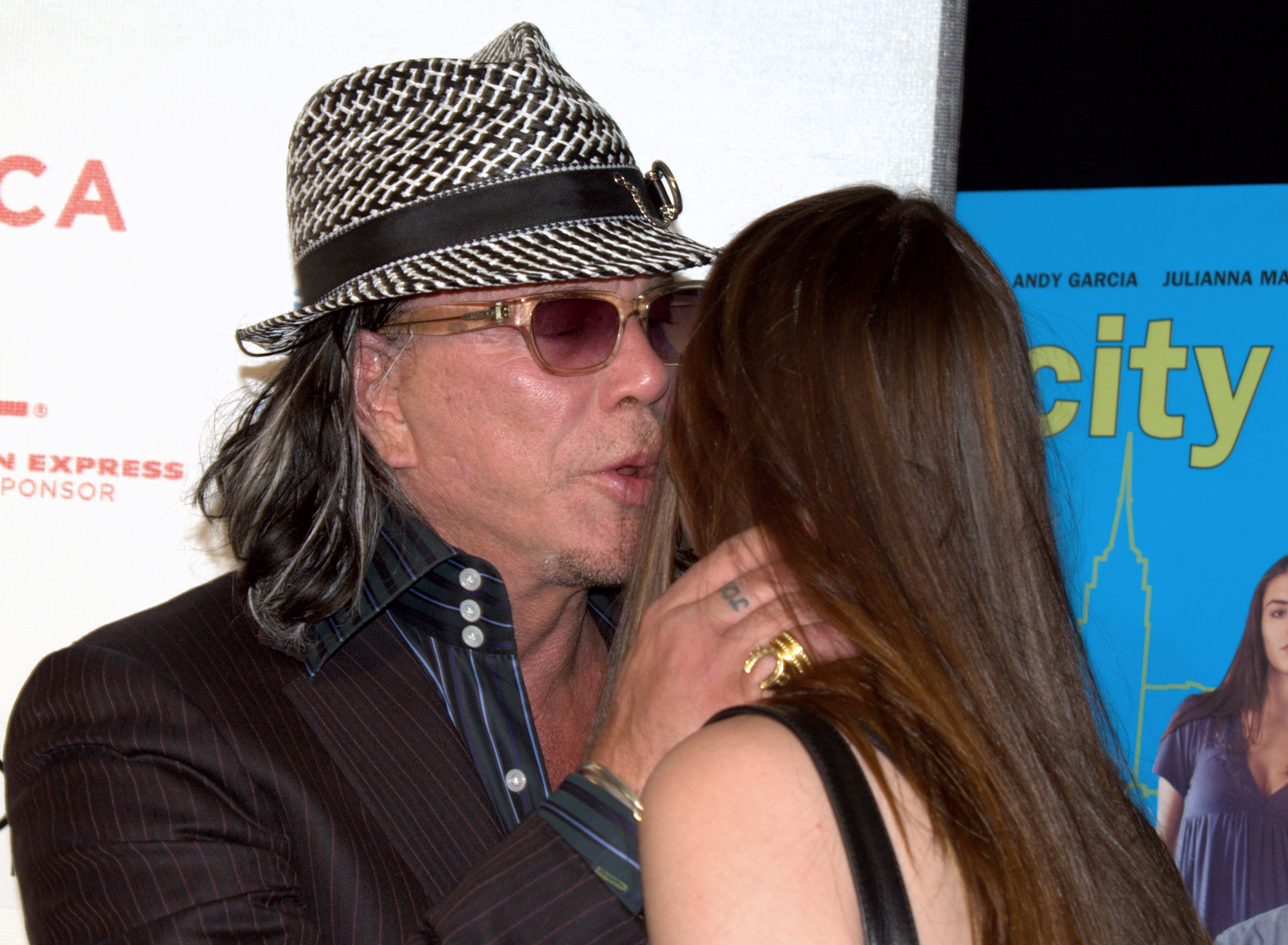
Mickey Rourke saludando a Dominic García-Lorido en el Festival de Cine de Tribeca